# 雅克·佩里耶
雅克·佩里耶（法語：Jacques Perrier，1924年10月12日—2015年6月23日），法国篮球运动员，曾代表法国国家队参加1948年夏季奥运会男子篮球比赛，最终获得银牌。2006年，他入选了法国篮球名人堂。